# فهرست قنات‌های شهرستان تاکستان
جدول زیر بر اساس آمار وزارت جهاد کشاورزی تهیه شده‌است. فهرست زیر قنات‌های شهرستان تاکستان در استان قزوین را نشان می‌دهد.
| نام قنات         | موقعیت                       | نزدیک‌ترین روستا | طول قنات (متر) | تعداد میله چاه | عمق مادر چاه | دبی (لیتر بر ثانیه) | سطح زیر کشت (هکتار) |
| ---------------- | ---------------------------- | --------------- | -------------- | -------------- | ------------ | ------------------- | ------------------- |
| آق یاقان         | بخش ضیاءآباد شهرستان تاکستان | مشاکین          | ۱۰۰            | ۴              | ۲۰           | ۴                   | ۱٫۵                 |
| اتش انبار        | بخش خرمدشت شهرستان تاکستان   | اتش انبار       | ۶۰۰            | ۱۸             | ۱۲           | ۱۴                  | ۱۰                  |
| اسلانخان         | بخش ضیاءآباد شهرستان تاکستان | مهین            | ۳۰۰            | ۵              | ۸            | ۲۵                  | ۲۰۰                 |
| اشتجین           | بخش مرکزی شهرستان تاکستان    | اشتجین          | ۴۵۰۰           | ۲۰۰            | ۹            | ۳۵                  | ۱۵۰                 |
| بادامدره         | بخش خرمدشت شهرستان تاکستان   | برزلجین         | ۴۸۰            | ۲۴             | ۲۵           | ۱۴                  | ۱۳۰                 |
| بادامک           | بخش خرمدشت شهرستان تاکستان   | بادامک          | ۲۰             | ۶              | ۴            | ۱۳                  | ۳۵                  |
| بالا محل         | بخش مرکزی شهرستان تاکستان    | جدندق           | ۱۲۰۰           | ۴۰             | ۲۰           | ۳۰                  | ۱۵۰                 |
| بالای بادامستان  | بخش ضیاءآباد شهرستان تاکستان | احمدآباد        | ۳۰۰            | ۱۴             | ۱۵           | ۱۸                  | ۱۱                  |
| بالو             | بخش ضیاءآباد شهرستان تاکستان | ضیاءآباد        | ۱۰۰۰           | ۲۵             | ۴۵           | ۹                   | ۴                   |
| بدجعلی           | بخش ضیاءآباد شهرستان تاکستان | مشاکین          | ۱۰۰            | ۲              | ۱۸           | ۲٫۵                 | ۰                   |
| بوخاری           | بخش مرکزی شهرستان تاکستان    | عاشق حصار       | ۱۳۰۰           | ۴۵             | ۱۵           | ۲۵                  | ۲۲۰                 |
| بوخاری کند       | بخش مرکزی شهرستان تاکستان    | اقچکند          | ۲۵۰            | ۱۵             | ۵٫۵          | ۱۲                  | ۲۸                  |
| بیابانک          | بخش خرمدشت شهرستان تاکستان   | سیف‌آباد         | ۱۰۰۰           | ۰              | ۱۶           | ۱۶                  | ۴۰                  |
| بیوک کهریز       | بخش ضیاءآباد شهرستان تاکستان | ساج             | ۷۰۰            | ۱۴             | ۲۵           | ۳۵                  | ۰                   |
| تاکند            | بخش مرکزی شهرستان تاکستان    | تاکند           | ۳۰۰            | ۱۰             | ۹            | ۲۴                  | ۶۵                  |
| ترد              | بخش مرکزی شهرستان تاکستان    | قازان داغی      | ۱۴۰            | ۵              | ۵٫۵          | ۱۱                  | ۷                   |
| توران چشمه       | بخش خرمدشت شهرستان تاکستان   | حاجی‌آباد        | ۵۰۰            | ۰              | ۱۲           | ۱۴                  | ۱۷                  |
| حاج علا          | بخش خرمدشت شهرستان تاکستان   | کشمرز           | ۱۰۰۰           | ۲۵             | ۱۵           | ۱۵                  | ۱۵۰                 |
| حسن چوپان        | بخش خرمدشت شهرستان تاکستان   | اتش انبار       | ۱۰۰            | ۳              | ۶            | ۱۷                  | ۱۰                  |
| حسین‌آباد         | بخش ضیاءآباد شهرستان تاکستان | حسین‌آباد        | ۲۰۰۰           | ۲۰             | ۱۲           | ۶                   | ۷۰                  |
| حصارخان          | بخش ضیاءآباد شهرستان تاکستان | ضیاءآباد        | ۲۰۰۰           | ۴۵             | ۶۰           | ۷                   | ۷                   |
| خورهشت           | بخش مرکزی شهرستان تاکستان    | خورهشت          | ۴۰۰            | ۱۳             | ۱۵           | ۱۷                  | ۸۵۰                 |
| دارچائی          | بخش خرمدشت شهرستان تاکستان   | کورچشمه         | ۱۵۰            | ۱۵             | ۰            | ۱۷                  | ۵۰                  |
| دورت گوز         | بخش خرمدشت شهرستان تاکستان   | کشمرز           | ۲۰             | ۰              | ۳            | ۷                   | ۲۰۰                 |
| راضیه            | بخش خرمدشت شهرستان تاکستان   | برزلجین         | ۷۰۰۰           | ۰              | ۰            | ۱۲                  | ۱۳۰                 |
| راه شناسوند      | بخش مرکزی شهرستان تاکستان    | مایان           | ۳۰۰            | ۱۰             | ۱۰           | ۱۵                  | ۵۵                  |
| سالار            | بخش ضیاءآباد شهرستان تاکستان | ضیاءآباد        | ۳۲۰            | ۲۲             | ۳۰           | ۱۱                  | ۲۶                  |
| سبزعلی           | بخش ضیاءآباد شهرستان تاکستان | ساج             | ۲۵۰            | ۷              | ۱۵           | ۸                   | ۰                   |
| سنک یزد          | بخش خرمدشت شهرستان تاکستان   | نهاوند          | ۷۰۰            | ۱۴             | ۳            | ۱۷                  | ۴۰                  |
| سینک             | بخش خرمدشت شهرستان تاکستان   | سینک            | ۷۰             | ۶              | ۱۲           | ۱۲                  | ۱۴۰                 |
| شاءشاد           | بخش ضیاءآباد شهرستان تاکستان | ورکه رود        | ۱۵۰            | ۱۱             | ۱۲           | ۲                   | ۰                   |
| شااب             | بخش خرمدشت شهرستان تاکستان   | نهاوند          | ۳۰۰            | ۱۲             | ۵            | ۱۵                  | ۲۵                  |
| شعبانک           | بخش ضیاءآباد شهرستان تاکستان | شعبانک          | ۴۰۰            | ۱۴             | ۲۴           | ۵                   | ۲                   |
| شناسوند          | بخش مرکزی شهرستان تاکستان    | شناسوند         | ۳۰۰            | ۲۰             | ۱۰           | ۱۲                  | ۲                   |
| شیرازک           | بخش مرکزی شهرستان تاکستان    | شیرازک          | ۱۰۰۰           | ۸۰             | ۱۱           | ۲۲                  | ۱۵۰                 |
| شیزندو           | بخش خرمدشت شهرستان تاکستان   | کشهدز           | ۲۵۰            | ۱۲             | ۲۰           | ۲۵                  | ۴۰۰                 |
| صادق‌آباد         | بخش ضیاءآباد شهرستان تاکستان | صادق‌آباد        | ۱۵۰۰           | ۸۰             | ۲۵           | ۴                   | ۳                   |
| صمد              | بخش ضیاءآباد شهرستان تاکستان | مشاکین          | ۵۰۰            | ۱۵             | ۲۰           | ۱۲                  | ۰                   |
| علم زد           | بخش خرمدشت شهرستان تاکستان   | نهاوند          | ۳۰۰            | ۶              | ۳            | ۱۷                  | ۴۴                  |
| علنقیه           | بخش مرکزی شهرستان تاکستان    | علنقیه          | ۱۵۰            | ۱۵             | ۸            | ۱۲                  | ۴                   |
| علی‌آباد مندحسین  | بخش مرکزی شهرستان تاکستان    | انداق           | ۵۰۰۰           | ۰              | ۹            | ۸                   | ۱۶۵                 |
| قاراکهریز        | بخش مرکزی شهرستان تاکستان    | مرگسیره         | ۱۳۰۰           | ۴۵             | ۱۸           | ۲۵                  | ۲۲۰                 |
| قازان بلاغی      | بخش خرمدشت شهرستان تاکستان   | کشمرز           | ۵۰۰            | ۲۰             | ۱۵           | ۱۰                  | ۲۰                  |
| قازان داغی       | بخش مرکزی شهرستان تاکستان    | قازان داغی      | ۳۰۰            | ۲۰             | ۶٫۵          | ۹                   | ۵                   |
| قاسم‌آباد         | بخش مرکزی شهرستان تاکستان    | قاسم‌آباد        | ۵۰۰            | ۵۰             | ۱۱           | ۱۱                  | ۳                   |
| قاسم‌آباد         | بخش خرمدشت شهرستان تاکستان   | قاسم‌آباد        | ۷۰۰۰           | ۵۵             | ۶            | ۱۶                  | ۴۰                  |
| قاسم‌آباد         | بخش مرکزی شهرستان تاکستان    | قاسم‌آباد        | ۵۵۰            | ۵۰             | ۱۱           | ۱۱                  | ۳                   |
| قاسم‌آباد کهریزی  | بخش خرمدشت شهرستان تاکستان   | رادکان          | ۴۰۰            | ۰              | ۱۰           | ۲۲                  | ۷۰                  |
| قانی کهریز       | بخش خرمدشت شهرستان تاکستان   | سیف‌آباد         | ۱۲۰۰           | ۰              | ۲۰           | ۱۷                  | ۴۰                  |
| قجر              | بخش مرکزی شهرستان تاکستان    | مهدی‌آباد        | ۱۹۰            | ۱۲             | ۱۲           | ۸                   | ۰                   |
| قدیلی ده         | بخش مرکزی شهرستان تاکستان    | کنشکین          | ۲۰۰۰           | ۰              | ۰            | ۳۰                  | ۱۵۰                 |
| قره باغ          | بخش ضیاءآباد شهرستان تاکستان | قره باغ         | ۳۰۰            | ۷              | ۱۲           | ۱۰                  | ۲۰                  |
| قره داش          | بخش مرکزی شهرستان تاکستان    | قره داش         | ۵۵             | ۷              | ۱۱           | ۱۹                  | ۳                   |
| قره کهریز        | بخش ضیاءآباد شهرستان تاکستان | اقچکند          | ۱۵۰            | ۱۵             | ۴٫۵          | ۹                   | ۱۵                  |
| قلعه جوق         | بخش ضیاءآباد شهرستان تاکستان | قلعه جوق        | ۲۵۰            | ۱۰             | ۲۸           | ۶                   | ۲۵                  |
| قنات بالا        | بخش مرکزی شهرستان تاکستان    | شینین           | ۱۰۰۰           | ۵۰             | ۱۲           | ۲۷                  | ۴۰                  |
| قنات بالا        | بخش ضیاءآباد شهرستان تاکستان | خنداب           | ۲۵۰            | ۱۳             | ۱۵           | ۱                   | ۰                   |
| قنات بزرگ        | بخش خرمدشت شهرستان تاکستان   | وردج            | ۳۰۰۰           | ۹۱             | ۳۰           | ۲۰                  | ۸۵                  |
| قنات ده          | بخش مرکزی شهرستان تاکستان    | اقچکند          | ۲۵۰            | ۳۰             | ۵٫۵          | ۱۱                  | ۳۷                  |
| قنات کوچک        | بخش خرمدشت شهرستان تاکستان   | قاسم‌آباد        | ۲۵۰۰           | ۳۰             | ۴            | ۱۴                  | ۳۰                  |
| قنات کوچک        | بخش خرمدشت شهرستان تاکستان   | ورسج            | ۵۰۰۰           | ۲۰۰            | ۴۰           | ۲                   | ۱۰                  |
| قوشانلو          | بخش ضیاءآباد شهرستان تاکستان | ساج             | ۳۰۰            | ۹              | ۱۶           | ۱۶                  | ۰                   |
| مایان            | بخش مرکزی شهرستان تاکستان    | چنگوره          | ۲۰۰            | ۶              | ۱۴           | ۱۶                  | ۴۰                  |
| مزرعه خدائی کشکک | بخش خرمدشت شهرستان تاکستان   | حاجی‌آباد        | ۵۰۰            | ۰              | ۱۴           | ۱۵                  | ۱۶                  |
| مزمن علی خان     | بخش خرمدشت شهرستان تاکستان   | رادکان          | ۱۵۰۰           | ۰              | ۶            | ۱۵                  | ۱۳۰                 |
| مه دانگ          | بخش خرمدشت شهرستان تاکستان   | شنسق علیا       | ۶۱۸            | ۹              | ۱۵           | ۹                   | ۲۰۰                 |
| مهدی‌آباد         | بخش مرکزی شهرستان تاکستان    | مهدی‌آباد        | ۹۰۰            | ۳۰             | ۱۲           | ۸                   | ۰                   |
| مهین             | بخش ضیاءآباد شهرستان تاکستان | مهین            | ۱۰۰            | ۱۰             | ۱۸           | ۳۰                  | ۱۵۰                 |
| پائین            | بخش ضیاءآباد شهرستان تاکستان | خنداب           | ۵۰۰            | ۱۰             | ۱۵           | ۳٫۵                 | ۰                   |
| پناه‌آباد         | بخش خرمدشت شهرستان تاکستان   | پناه‌آباد        | ۸۰۰            | ۱۶             | ۱۵           | ۰                   | ۵                   |
| چمن              | بخش خرمدشت شهرستان تاکستان   | حسن‌آباد         | ۲۵۰            | ۷              | ۷            | ۱۵                  | ۲۰                  |
| کاریزباشی        | بخش ضیاءآباد شهرستان تاکستان | شورجه           | ۳۰۰            | ۱۷             | ۱۲           | ۸                   | ۱۳                  |
| کنداب            | بخش خرمدشت شهرستان تاکستان   | حاجی‌آباد        | ۵۰۰            | ۰              | ۱۴           | ۱۳                  | ۱۸                  |
| کندکهریز         | بخش خرمدشت شهرستان تاکستان   | شنسق سفلی       | ۱۰۵۰           | ۲۰             | ۱۴           | ۱۵                  | ۱۵۰                 |
| کندکهریز         | بخش خرمدشت شهرستان تاکستان   | سیف‌آباد         | ۱۵۰۰           | ۰              | ۱۵           | ۱۶                  | ۴۰                  |
| کندکهریز         | بخش ضیاءآباد شهرستان تاکستان | ساج             | ۷۵۰            | ۱۶             | ۱۴           | ۱۳                  | ۰                   |
| کنعلی            | بخش ضیاءآباد شهرستان تاکستان | هفت صندوق       | ۴۰۰            | ۶              | ۱۰           | ۱۵                  | ۲۰                  |
| کهریز            | بخش خرمدشت شهرستان تاکستان   | کوشکک           | ۶۰۰            | ۱۸             | ۱۵           | ۲                   | ۶۰                  |
| کهنه کهریز       | بخش ضیاءآباد شهرستان تاکستان | ضیاءآباد        | ۷۰۰            | ۳۳             | ۳۵           | ۹                   | ۱۰                  |
| کوره کهریز       | بخش ضیاءآباد شهرستان تاکستان | مشاکین          | ۲۰۰            | ۱۲             | ۱۰           | ۵                   | ۰                   |
| کوچک             | بخش خرمدشت شهرستان تاکستان   | قاسم‌آباد        | ۲۵۰۰           | ۳۰             | ۴            | ۱۴                  | ۳۰                  |
| گرمجین           | بخش ضیاءآباد شهرستان تاکستان | ضیاءآباد        | ۴۰۰            | ۱۵             | ۳۰           | ۹                   | ۲۰                  |
| گزل خانه         | بخش ضیاءآباد شهرستان تاکستان | جدندق           | ۱۵۰۰           | ۳۰             | ۱۶           | ۲۵                  | ۱۲۰                 |
| گلده             | بخش ضیاءآباد شهرستان تاکستان | گلده            | ۶۰۰            | ۱۰             | ۱۰           | ۱۶                  | ۴                   |
| یاقلو            | بخش ضیاءآباد شهرستان تاکستان | ضیاءآباد        | ۱۰۰۰           | ۲۵             | ۴۵           | ۹                   | ۴                   |
| یعقوبعلی         | بخش ضیاءآباد شهرستان تاکستان | مشاکین          | ۳۰۰            | ۱۵             | ۲۰           | ۱۹                  | ۰                   |
| ینکه ریز         | بخش ضیاءآباد شهرستان تاکستان | ضیاءآباد        | ۵۰۰۰           | ۱۰             | ۳            | ۱۷                  | ۴۰                  |